# Actinocrates
Actinocrates é um gênero de mariposa pertencente à família Crambidae.